# 힐링투어 야생의 발견
힐링투어 야생의 발견은 KBS 2TV에서 매주 금요일 밤 8시 30분에 종영방송된 다큐멘터리 텔레비전 프로그램이다.

## 기획 의도
대한민국 비경을 발견하는 다큐멘터리 텔레비전 프로그램이다.

## 방송 시간
| 방송 채널 | 방송 기간                         | 방송 시간                         |
| --------- | --------------------------------- | --------------------------------- |
| KBS 2TV   | 2013년 5월 13일 ~ 2013년 6월 24일 | 매주 월요일 밤 8:20 ~ 8:50 (30분) |
| KBS 2TV   | 2013년 7월 5일 ~ 2013년 8월 16일  | 매주 금요일 밤 8:20 ~ 8:50 (30분) |
| KBS 2TV   | 2013년 8월 23일 ~ 2013년 11월 8일 | 매주 금요일 밤 8:30 ~ 8:55 (25분) |

## 방송 회차
| 회차 | 방송일           | 지역                          | 출연자      | 시청률 |
| ---- | ---------------- | ----------------------------- | ----------- | ------ |
| 1    | 2013년 5월 13일  | 제주도                        | 송일국      | 3.2%   |
| 2    | 2013년 5월 20일  | 강원도 춘천시                 | 김영호      | 미집계 |
| 3    | 2013년 5월 27일  | 경상남도 통영시               | 이태곤      | 3.9%   |
| 4    | 2013년 6월 3일   | 경기도 가평군                 | 김원준      | 2.9%   |
| 5    | 2013년 6월 10일  | 설악산                        | 최필립      | 2.8%   |
| 6    | 2013년 6월 17일  | 울릉도                        | 최송현      | 3.0%   |
| 7    | 2013년 6월 24일  | 울릉도                        | 최송현      | 2.4%   |
| 8    | 2013년 7월 5일   | 강원도 영월군                 | 데니안      | 미집계 |
| 9    | 2013년 7월 12일  | 옹진군 대청도                 | 온주완      | 3.0%   |
| 10   | 2013년 7월 19일  | 경기도 양평군                 | 박기웅      | 1.7%   |
| 11   | 2013년 7월 26일  | 경기도 양평군                 | 박기웅      | 1.8%   |
| 12   | 2013년 8월 2일   | 경상북도 예천군               | 알렉스      | 2.2%   |
| 13   | 2013년 8월 9일   | 강원도 인제군                 | YB          | 3.0%   |
| 14   | 2013년 8월 16일  | 강원도 인제군                 | YB          | 2.0%   |
| 15   | 2013년 8월 23일  | 강원도 (강릉시·양구군·양양군) | 줄리엔 강   | 2.3%   |
| 16   | 2013년 8월 30일  | 강원도 (강릉시·양구군·양양군) | 줄리엔 강   | 1.9%   |
| 17   | 2013년 9월 6일   | 경상북도 울진군               | 신보라      | 3.3%   |
| 18   | 2013년 9월 13일  | 충청남도 (서산시·태안군)      | 한영        | 2.3%   |
| 19   | 2013년 9월 27일  | 충청북도 충주시               | 크레용팝    | 2.1%   |
| 20   | 2013년 10월 4일  | 충청북도 충주시               | 크레용팝    | 2.1%   |
| 21   | 2013년 10월 11일 | 강원도 평창군                 | 윤건        | 2.3%   |
| 22   | 2013년 10월 18일 | 전라남도                      | 울랄라 세션 | 2.4%   |
| 23   | 2013년 10월 25일 | 전라남도                      | 울랄라 세션 | 2.5%   |
| 24   | 2013년 11월 8일  | 지리산, 섬진강                | 박철민      | 4.3%   |